# Mar d'Andaman
La mar d'Andaman (en birmà မုတ္တမ Mottama, en tai ทะเลอันดามัน Thale Andaman, en malai indonesi Laut Andaman) i (històricament també conegut com a mar de Birmània)és la part de la Conca Indo-Pacífica que banya les costes de Myanmar, Tailàndia, Malàisia, Indonèsia i els territoris indis de les illes Andaman i Nicobar.

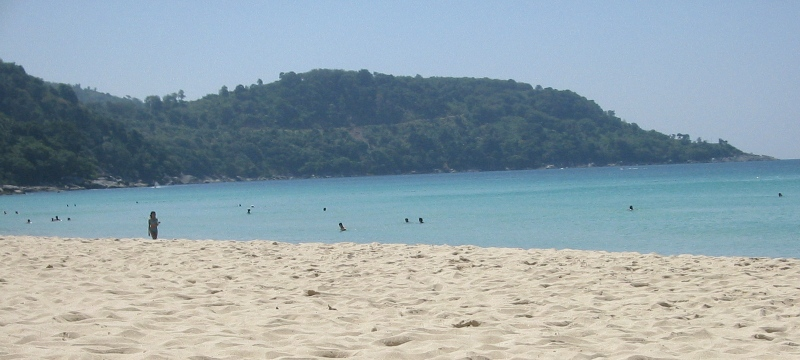
Platja a Illa Phuket

Fa uns 1.200 km de llarg i uns 650 km d'ample, amb una àrea de 797.700 km². La profunditat mitjana és de 870 metres, amb una fondària màxima de 3.777 metres.
Hi desguassen els rius Irauadi, Sittang i Salween. Prop de la costa meridional birmana hi ha l'arxipèlag de Mergui.
Els ports principals són Yangon, Pathein, Moulmein, Tavoy i Mergui a Myanmar, Port Blair a les illes Andaman, Phuket a Tailàndia i Banda Aceh a Sumatra. Limita al nord i a l'est amb Indo-xina i la península de Malaca, al sud amb l'illa de Sumatra i l'estret de Malaca, que la separa de la mar de la Xina Meridional, i a l'oest amb les illes d'Andaman i Nicobar, que la separen del golf de Bengala.
Tradicionalment, el mar s'ha utilitzat per a la pesca i el transport de mercaderies entre els països costaners i els seus esculls de corall i illes són destinacions turístiques populars. La infraestructura pesquera i turística va ser greument danyada pel terratrèmol i el tsunami de l'Oceà Índic de 2004.

## Geografia

### Ubicació
El mar d'Andaman, que s'estén entre els 92 ° E i els 100 ° E i entre els 4 ° N i els 20 ° N, ocupa una posició molt important a l'oceà Índic, però va romandre sense explorar durant un llarg període. Al sud de Myanmar, a l'oest de Tailàndia i al nord d'Indonèsia, aquest mar està separat del golf de Bengala per les illes Andaman i Nicobar i una cadena associada de muntanyes marins al llarg del límit de la placa indo - birmana. L'estret de Malaca (entre la península de Malaca i Sumatra) forma la sortida sud de la conca, que és 3 km d'ample i 37 de profund.

### Extensió
L'Organització Hidrogràfica Internacional defineix els límits del "mar d'Andaman o de Birmània" de la següent manera:
| « | Al sud-oest. Una línia que va des d'Oedjong Raja ['Ujung Raja' o 'Point Raja'] (5°32′N 95°12′E) a Sumatra fins a Poeloe Bras (Breuëh) i a través de les illes occidentals del grup Nicobar fins a Sandy Point a l'illa Little Andaman, de tal manera que totes les aigües estretes pertanyen al Mar de Birmània. Al nord-oest. El límit oriental de la badia de Bengala [Una línia que va des del cap Negrais (16°03'N) a Birmània [Myanmar] a través de les illes més grans del grup d'Andaman, de tal manera que totes les aigües estretes entre les illes es troben a cap a l'est de la línia i estan excloses de la badia de Bengala, fins a un punt de l'illa Little Andaman a la latitud 10°48'N, longitud 92°24'E]. Al sud-est. Una línia que uneix Lem Voalan (7°47'N) a Siam [Tailàndia], i Pedropunt (5°40'N) a Sumatra. | » |

Oedjong significa 'cap' i Lem significa 'punt' en llengua holandesa als mapes de les Índies Orientals Neerlandeses (Indonèsia). Lem Voalan [cap Phromthep] és l'extrem sud de Goh Puket (illa de Phuket).

### Zona econòmica exclusiva
Zones econòmiques exclusives al mar d'Andaman:
| Número | País                            | Àrea (km²) |
| ------ | ------------------------------- | ---------- |
| 1      | Índia - Illes Andaman i Nicobar | 659.590    |
| 2      | Myanmar - Continent             | 511.389    |
| 3      | Tailàndia- Mar d'Andaman        | 118.714    |
| 4      | Indonèsia - nord-est d'Aceh     | 76.500     |
| Total  | Mar d'Andaman                   | -          |

## Geologia

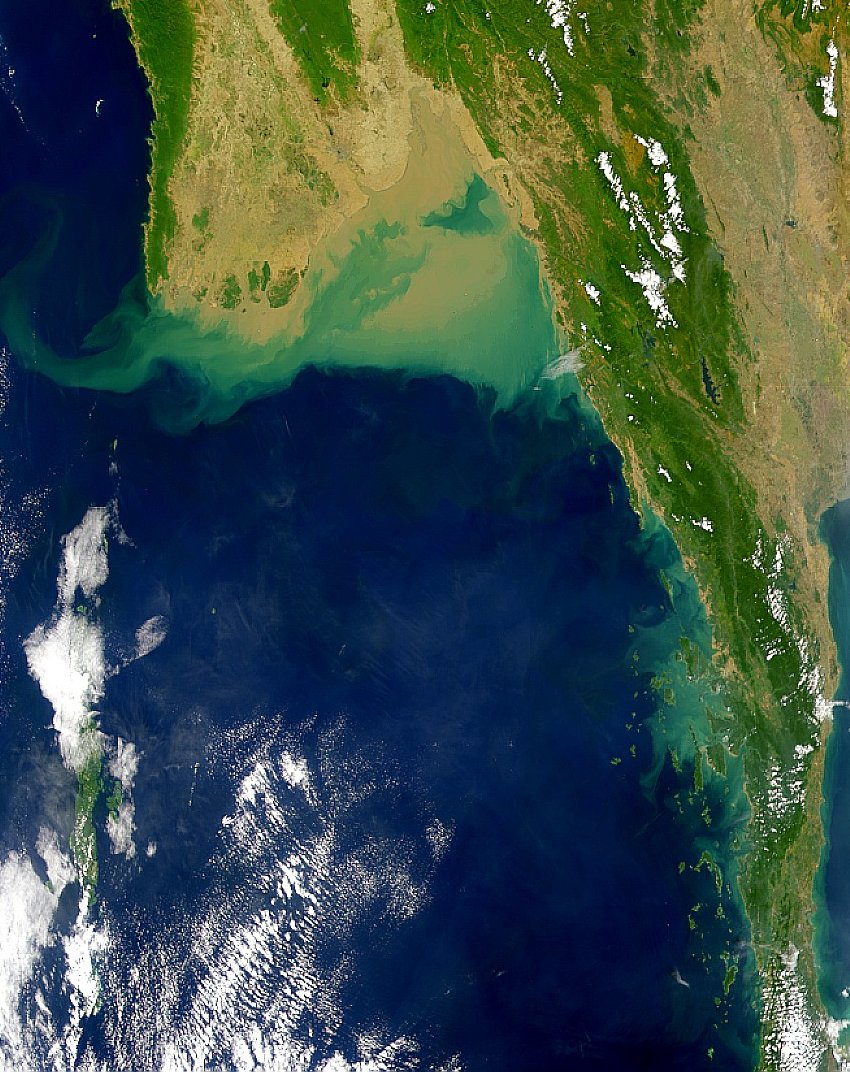
Imatge de satèl·lit del mar d'Andaman que mostra els dipòsits d'algues verdes i llim a causa del riu Irauadi a la seva part nord

El costat nord i est de la conca és poc profund, ja que la plataforma continental davant de la costa de Myanmar i Tailàndia s'estén per més de 200 km (marcat per 300 m isòbat). Al voltant del 45% de l'àrea de la conca és menys profunda (menys de 500 m de profunditat), que és la conseqüència directa de la presència del prestatge més ample. El talús continental que segueix la plataforma oriental és força pronunciat entre els 9°N i els 14°N. Aquí, la vista en perspectiva de la topografia submarina seccionada al llarg de 95 ° E exposa l'augment brusc de la profunditat del mar en uns 3.000 m dins d'una distància horitzontal curta d'un grau. Isòbates corresponents a 900 i 2000 m també es mostren a la figura per emfatitzar el pendent. A més, es pot assenyalar que l'oceà profund tampoc està lliure de muntanyes marines; per tant, només al voltant del 15 % de la superfície total té més de 2.500 m.

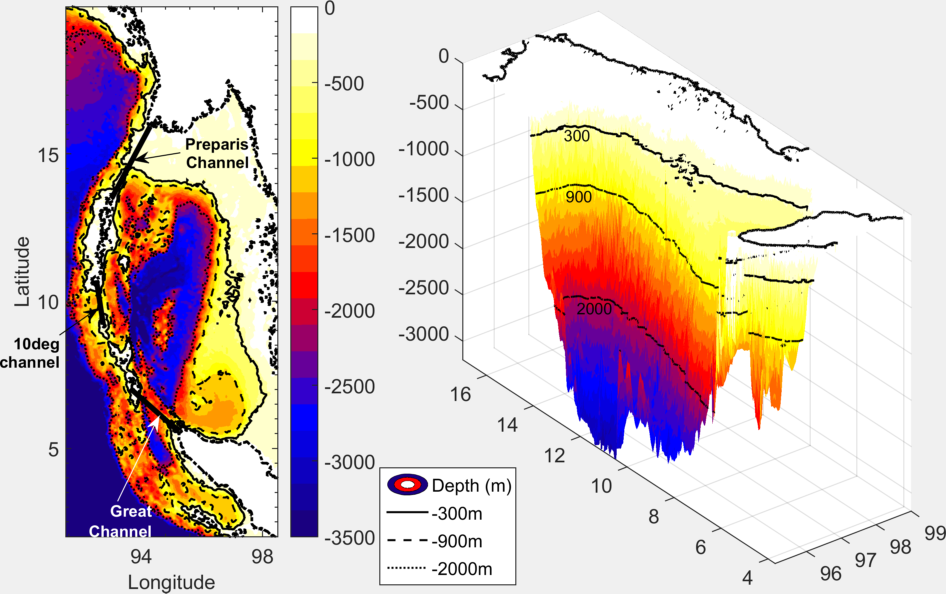
La batimetria (en metres) del mar d'Andaman en 2D i 3D (seccionada al llarg de 95°E)

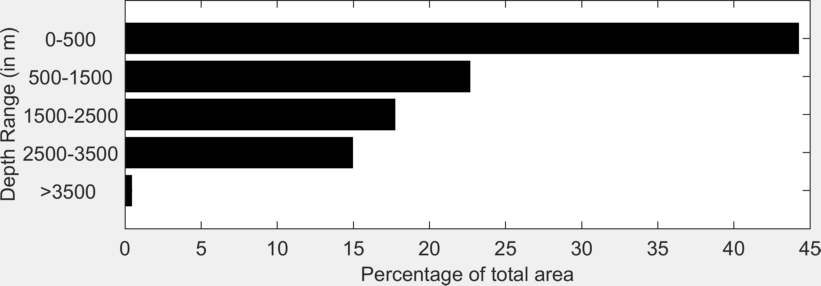
Percentatge de l'àrea total del mar d'Andaman corresponent a diferents rangs de profunditat

Les parts nord i est són menys profundes de 180 m a causa del llim dipositat pel riu Irauadi. Aquest riu important desemboca al mar des del nord a través de Myanmar. Les zones occidental i central són 900–3.000 m profund. Menys del 5% del mar és a més de 3.000 m i en un sistema de valls submarines a l'est de la dorsal Andaman-Nicobar, la profunditat supera 4000 m. El fons del mar està cobert de còdols, grava i sorra.
El límit occidental del mar d'Andaman està marcat per illes volcàniques i muntanyes marines, amb estrets o passos de profunditat variable que controlen l'entrada i sortida de l'aigua cap al golf de Bengala. Hi ha un canvi dràstic en la profunditat de l'aigua en una distància curta de 200 km, a mesura que es mou des de la badia de Bengala (al voltant de 3.500 m de profunditat) a les proximitats de les illes (fins a 1.000 m de profunditat) i més endins al mar d'Andaman. L'aigua s'intercanvia entre el mar d'Andaman i la badia de Bengala a través dels estrets entre les illes d'Andaman i Nicobar. D'aquests, els estrets més importants (en termes d'amplada i profunditat) són: Preparis Channel (PC), Ten Degree Channel (TDC) i Great Channel (GC). El PC és el més ample, però el més profund (250 m) dels tres i separa el sud de Myanmar del nord d'Andaman. El PMS és de 600 de profund i es troba entre Little Andaman i Car Nicobar. El GC és de 1.500 m profunda i separa Gran Nicobar de Banda Aceh.

### Tectònica del fons oceànic

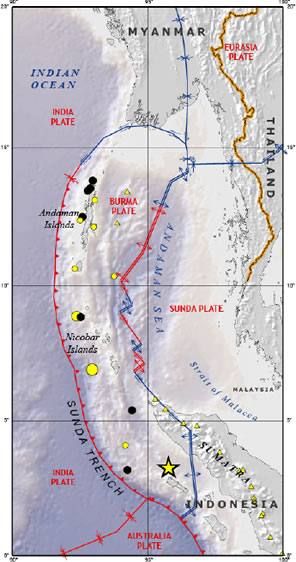
El mar d'Andaman, que mostra els límits de les plaques tectòniques

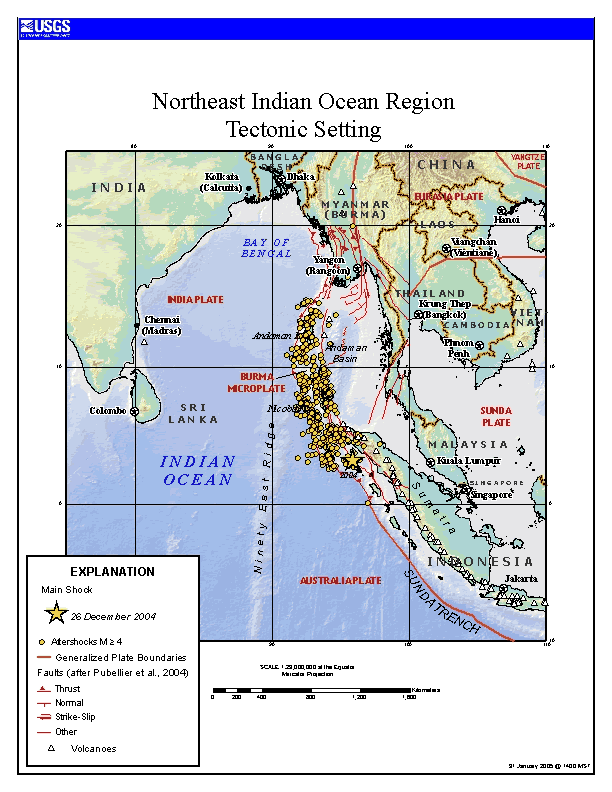
Configuració tectònica del terratrèmol de Sumatra (2004)

El límit entre dues plaques tectòniques, la placa de Birmània i la placa de Sunda, s'executa en una línia nord-sud al fons marí del mar d'Andaman. Es creu que aquestes plaques (o microplaques) anteriorment formaven part de la placa euroasiàtica més gran, però es van formar quan l'activitat de falla de transformació es va intensificar quan la placa índica va començar la seva col·lisió substancial amb el continent euroasiàtic. Com a resultat, es va crear un centre de conca d'arc posterior, que va començar a formar la conca marginal que es convertiria en el mar d'Andaman, les etapes actuals de la qual van començar aproximadament fa entre 3 i 4 milions d'anys.
La frontera entre les dues plaques tectòniques principals dona lloc a una gran activitat sísmica a la regió han registrat nombrosos terratrèmols, i almenys sis, els anys 1797, 1833, 1861, 2004, 2005 i 2007, van tenir una magnitud de 8,4 o més. El 26 de desembre de 2004, una gran part del límit entre la placa de Birmània i la placa indoaustraliana va relliscar, provocant el terratrèmol de l'oceà Índic de 2004. Aquest terratrèmol de mega-empenta va tenir una magnitud de 9,3. Entre 1300 i 1600 km del límit va patir un encavalcament i es va desplaçar uns 20 m, amb el fons marí aixecat uns quants metres. Aquest augment del fons del mar va generar un tsunami massiu amb una alçada estimada de 28 m que va matar aproximadament 280.000 persones al llarg de la costa de l'oceà Índic. El terratrèmol inicial va ser seguit per una sèrie de rèpliques al llarg de l'arc de les illes Andaman i Nicobar. Tot el succés va danyar greument la infraestructura pesquera.

### Activitat volcànica

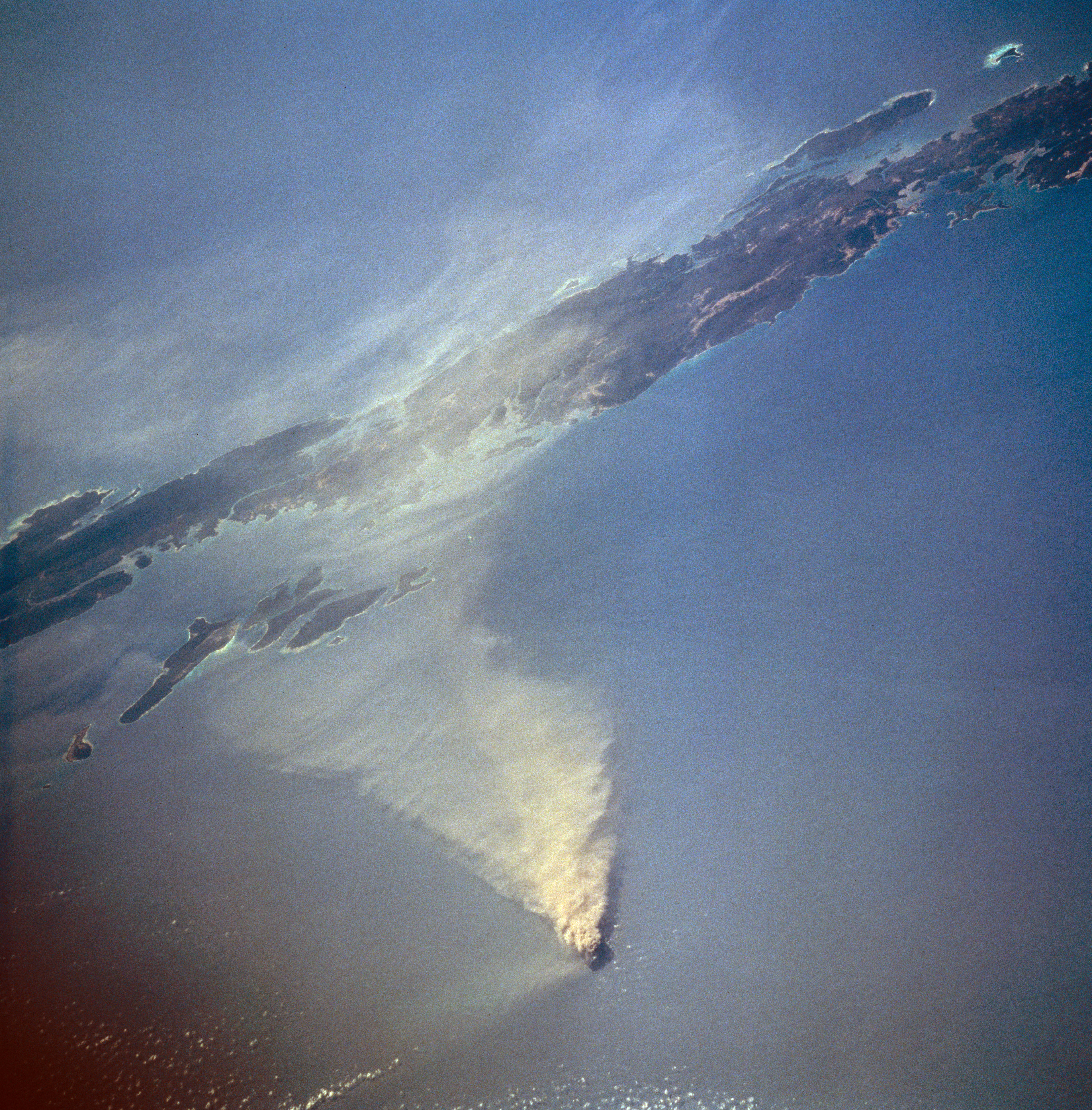
Erupció del volcà Barren Island el 1995. Les illes Andaman (a la part superior) són a uns 90 km de distància

Dins del mar, a l'est del grup principal d'illes de les Grans Andamans, es troba l'illa Barren, l'únic volcà actualment actiu associat al subcontinent indi. Aquesta illa-volcà té 3 km de diàmetre i s'eleva 354 m sobre el nivell del mar. La seva recent activitat es va reprendre l'any 1991 després d'un període tranquil de gairebé 200 anys. És causada per la subducció contínua de la placa de l'Índia sota l'arc de l'illa d'Andaman, que obliga el magma a pujar en aquesta ubicació de la placa de Birmània. L'última erupció va començar el 13 de maig de 2008 i encara continua. L'illa volcànica de Narcondam, que es troba més al nord, també es va formar per aquest procés. No hi ha registres de la seva activitat.

### Sediments al mar
Col·lectivament, els moderns rius Ayeyarwady (Irauadi) i Thanlwin (Salween) entreguen més de 600 Mt/any de sediments al mar. L'estudi més recent mostra: 
1. Hi ha poc sediment modern acumulat a la plataforma immediatament a la desembocadura del riu Ayeyarwady. En canvi, una falca de fang important amb un depocentre distal, de fins a 60 m de gruix, s'ha dipositat mar endins al golf de Martaban, estenent-se fins a aproximadament 130 m profunditat de l'aigua a la depressió de Martaban. A més,
2. No hi ha proves que demostrin que els sediments moderns s'hagin acumulat o es transportin al Canó de Martaban;
3. Hi ha una cortina de fang/manta que envolta l'estreta plataforma occidental de Myanmar, a l'est de la badia de Bengala. El gruix del dipòsit de fang és de fins a 20 m de la costa i s'aprima gradualment fins al pendent a −300 m la profunditat de l'aigua, i probablement s'escapi a la fossa profunda d'Andaman;
4. La quantitat total estimada de sediments de l'Holocè dipositats en alta mar és d'aproximadament 1290 × 109 t. Si suposem que s'ha acumulat principalment des de l'Holocè mitjà (~ 6000 anys BP) com altres deltes importants, el flux deposicional mitjà anual històric a la plataforma seria de 215 Mt per any, que és equivalent al ~35% dels sediments derivats dels moderns rius Ayeyarwady-Thanlwin;
5. A diferència d'altres grans sistemes fluvials a Àsia, com el Iangtze i el Mekong, aquest estudi indica un patró de transport i deposició bidireccional controlat pels corrents locals influenciats per les marees i els vents i les ones dels monsons que varien estacionalment.[20]